# Семененко, Вера Ивановна
Вера Ивановна Семененко (30 апреля 1933, Кардоникская, Зеленчукский район — 21 марта 2009, Волковка, Краснодарский край) — советский работник сельского хозяйства, Герой Социалистического Труда.

## Биография
Родилась 30 апреля 1933 года в станице Кардоникской Зеленчукского района Карачаевской автономной области (ныне — Карачаево-Черкесской Республики) в крестьянской семье, которая в 1940 году семья переехала на территорию Грузии.
В связи со сложным материальным положением семьи, девочка с семи лет начала работать на чайной плантации Ингирского чайсовхоза Зугдидского района Грузинской ССР. В августе 1956 года она переселилась в Лазаревский район города Сочи и стала работать сборщицей чая в Дагомысском чайсовхозе. С первых дней проявив трудоспособной работницей, собирала больше всех чайного листа и в первый же сезон при повышенных обязательствах в 3 тонны она собрала 3,5 тонны чая. В последующие годы её сбор достигал семи тонн чайного листа. По итогам восьмой пятилетки она собрала 25,3 тонны отборного чайного листа. Вместе с Верой Семененко известными чаеводами тех лет были — Чибирева Мария, Музыкина Антонина, Новикова Мария, Хилько Елена, Князева Мария, Дереза Александра и Иванова Нина.
Указом Президиума Верховного Совета СССР от 8 апреля 1971 года за выдающиеся успехи, достигнутые в развитии сельскохозяйственного производства и выполнении пятилетнего плана продажи государству продуктов земледелия и животноводства, Семененко Вере Ивановне было присвоено звание Героя Социалистического Труда с вручением ордена Ленина и золотой медали «Серп и Молот».
В последующие годы она продолжала демонстрировать высокий сбор урожая чая, собрав в 1972 году урожай в 5839 килограммов. Максимальное её достижение составило около 10 тонн отборного чая за сезон с мая по октябрь.
В. И. Семененко являлась неоднократным участником Выставки достижений народного хозяйства СССР, удостаивалась почётного звания «Лучший чаевод». Наряду с производственной, занималась и общественной деятельностью — избиралась депутатом Сочинского городского и сельского Советов депутатов трудящихся.
Выйдя на пенсию, отдыхала, проживала в селе Волковка Лазаревского района.
Была награждена также орденом «Знак Почёта» и медалями, в числе которых одна золотой и две серебряные медали ВДНХ СССР. Удостоена звания «Заслуженный работник сельского хозяйства Кубани» (1996).
Жила в селе Волковка Лазаревского района города Сочи. Умерла 21 марта 2009 года.